# Noori
Noori est une chèvre Changthangi clonée, née le 9 mars 2012 à Shuhama dans l'État indien de Jammu-et-Cachemire.

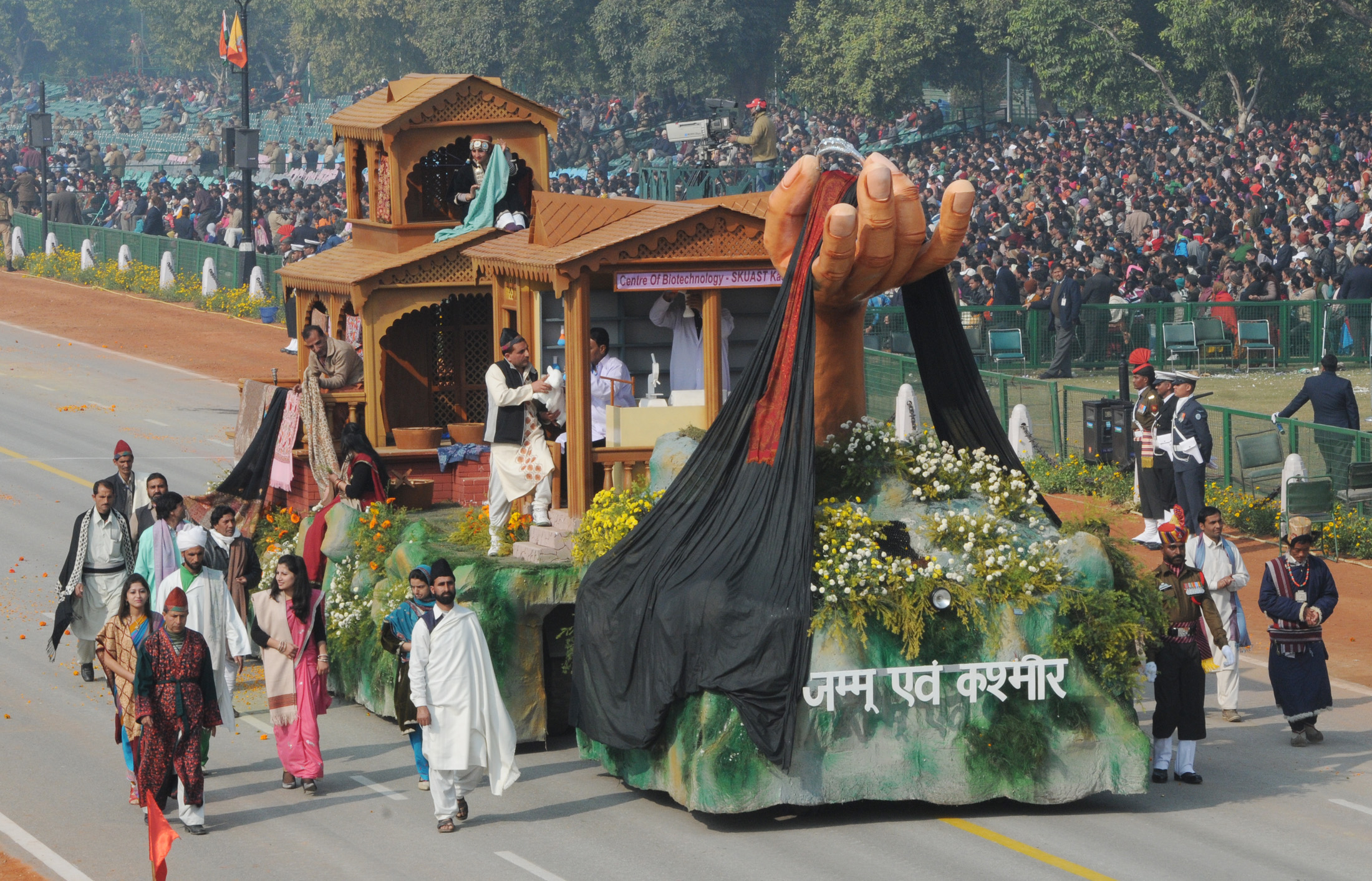
Le tableau du Jammu-et-Cachemire sur le thème « Pashmina reliant la tradition et la technologie » défilant sur le Rajpath au cours de la répétition en costumes pour le défilé du Jour de la République à New Delhi le 23 janvier 2013. On voit, au centre du tableau, le laboratoire de biotechnologie du SKUAST et les chercheurs présentant la chèvre Noori aux éleveurs.

## Clonage
Noori (mot arabe pour « lumière ») est la première chèvre pashmina clonée en utilisant le processus du transfert de noyau. Elle a été créée avec la technique du clonage thérapeutique, dans lequel le noyau d'une cellule adulte est transféré dans un ovocyte non fertilisé (développant la cellule œuf) dont le noyau a été retiré. La division de la cellule hybride est ensuite stimulée par un choc électrique, et quand elle est développée au stade du blastocyste, elle est implantée par cœlioscopie dans une mère porteuse. C’est la même méthode que celle utilisée pour cloner Dolly, le premier mammifère au monde issu d'un clonage,,.
Noori a été clonée par les docteurs Riaz Ahmad Shah, Syed Hilal Yaqoob, Maajid Hassan Bhat, Mujeeb Fazili, Firdous Ahmad Khan et leurs collègues de l'université des Sciences et technologies agricoles du Cachemire Sher-e-Kashmir (SKUAST) située à Shuhama, à 25 km à l'est de Srinagar, dans l'État indien de Jammu-et-Cachemire,,.
Le succès du clonage de Noori, qui a pris deux ans, aidera le département à cloner l'espèce menacée d'extinction du cerf du Cachemire (hangul). Les chercheurs avaient précédemment, en 2009, cloné un buffle d'eau. Le financement du clonage de Noori a été fourni par la Banque mondiale qui gère le projet d'innovation agricole national (NAIP) du Conseil indien de la recherche agricole (en),,,.

## Naissance
Noori, chèvre domestique (Capra hircus) de type cachemire, est née le 9 mars 2012 de trois mères : l'une a fourni l'œuf, une autre l'ADN et la troisième a mené l'embryon cloné à terme. Elle est gardée sur le lieu de sa naissance, à la Faculté des Sciences vétérinaires et de l'élevage de l'Université des Sciences et technologies agricoles du Cachemire Sher-e-Kashmir à Shuhama près de Srinagar,,. En 2016, Noori est la mère de deux petits.

## Laine de la chèvre Pashmina
Noori offre également aux habitants du Cachemire l’espoir de l'augmentation de la production de pashmînâ, une sorte de fine laine de cachemire. Actuellement, la laine de pashmina est importée de Chine pour répondre à la demande en raison de la rareté de la chèvre Changthangi qui est une race spéciale de chèvres indigènes des hautes altitudes de l'Himalaya au Ladakh. La laine est filée à la main et les châles de Pashmînâ sont tissés et brodés également à la main au Cachemire où plus de 10 millions de personnes sont associées à cette industrie,,,,.